# Thüringer Weißlatz

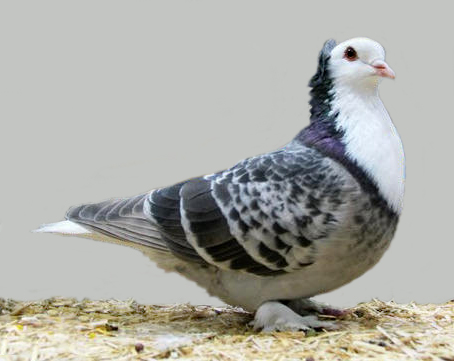
Thüringer Weißlatz, blaufahlgehämmert

Der Thüringer Weißlatz ist eine Rassetaube und zählt zu den Thüringer Farbentauben. Das Zentrum der Zucht dieser Rasse lag in den kleinen Dörfern der schmalen Täler des Thüringer Waldes.

## Merkmale
Der Thüringer Weißlatz zeigt eine kräftige Feldtaubengestalt und sieht dem Thüringer Weißkopf ähnlich, hat aber eine vollere Figur.
Namensgebend ist die weiße Färbung der Taube von Kopf und Vorderhals bis zur Brust. Die Zeichnung verläuft von der Kappe aus abwärts in geradem Schnitt. Sowohl Schwanz mit Ober- und Unterschwanzdecke als auch die befiederten Füße sind ebenfalls weiß. Die Färbung von Kappe, Hinterhals und Schenkel als auch der Geierfedern ist dem farbigen Restgefieder angepasst. Anerkannt ist der Thüringer Weißlatz in 13 Farbenschlägen: Schwarz, Rot, Gelb, Blau mit schwarzen Binden, Blau ohne Binden (seit 1989), Blaugehämmert, Blaufahl (früher Silber mit dunklen Binden), Blaufahl ohne Binden (seit 1991), Blaufahl-Gehämmert (früher Gelercht), Gelbfahl (früher isabellfarbig), Gelbfahl-Gehämmert, Rotfahl und Rotfahl-Gehämmert.
Der Kopf des Thüringer Weißlatz’ ist länglich, breit und gut gerundet, so dass die breite, federreiche Rundhaube Platz findet. Diese soll nicht übermäßig hoch sitzen, von vorn betrachtet aber noch sichtbar sein. Die Haube wird beidseitig von Rosetten in Ohrenhöhe abgeschlossen. Der Schnabel ist hellhornfarbig. Die Augenfarbe lackfarbiger Tauben ist überwiegend dunkel; bei Puder- oder Staubfarben ist das Auge noch überwiegend rot. Der schmale Augenrand wird fleischfarbig bis rot gefordert.
Die breite, gut gerundete Brust der Taube tritt etwas hervor; der in den Schultern breite Rücken fällt nur wenig nach hinten ab. Die Körperhaltung der Taube ist fast waagerecht. Die Schwingen erreichen das Schwanzende nicht. Die Läufe sind kurz, dicht und kurz belatscht mit gut entwickelten Geierfedern.

## Herkunft und Entstehung

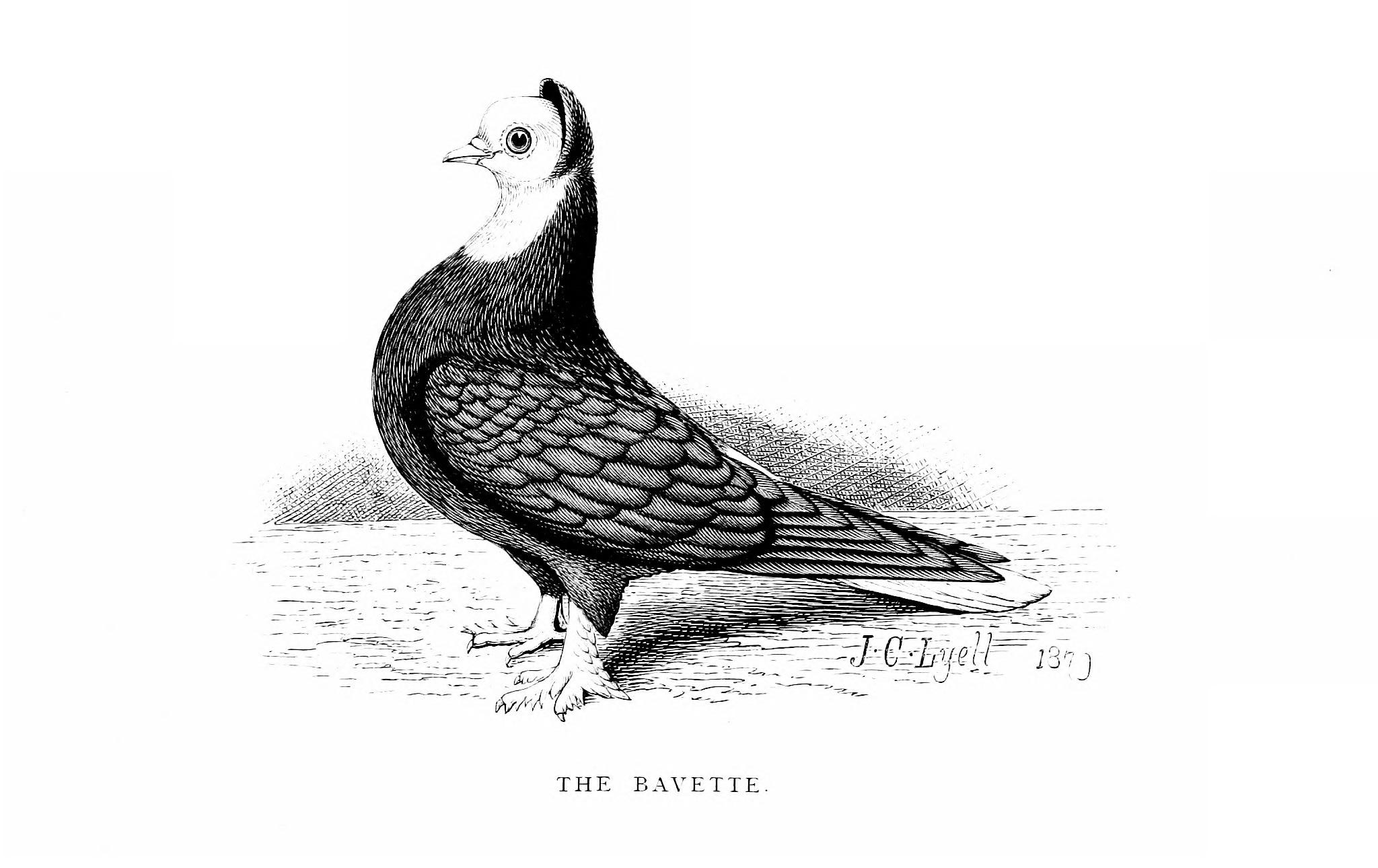
Erste Zeichnung eines Weißlatzes (James C. Lyell, 1873)

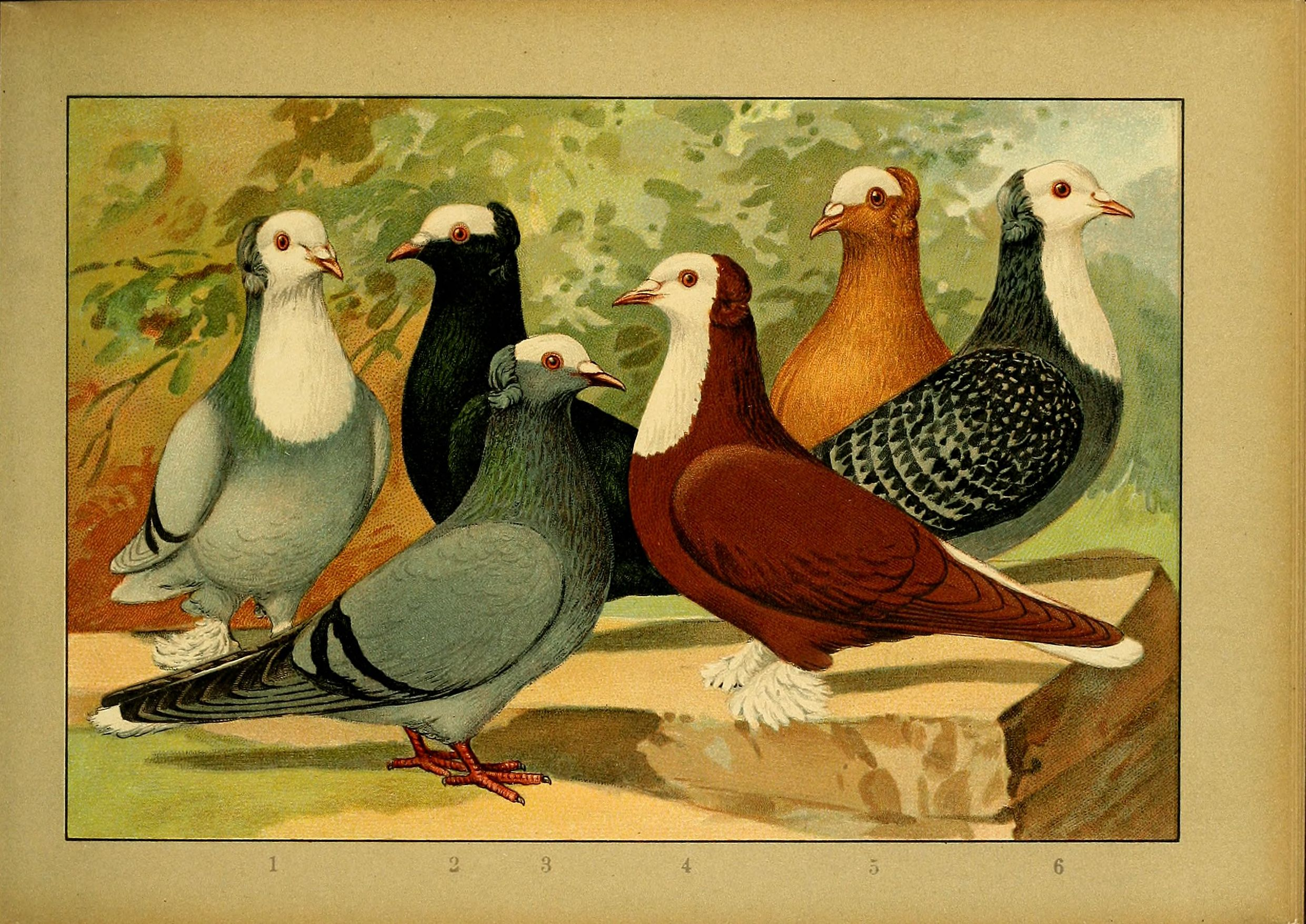
Abbildung dreier Thüringer Weißlatztauben neben Mäusertauben im Schachtzabel von 1906.

Die genaue Herkunft und Entstehung der Rasse des Thüringer Weißlatzes ist nicht sicher festzustellen, jedoch haben Züchter aus dem Thüringer Wald den Fortbestand dieser Farbentaube gesichert, neue Farbenschläge erzüchtet und für eine Verbreitung der Taube geworben.
Der Weißlatz wurde Mitte des 19. Jahrhunderts erstmals von James C. Lyell beschrieben. Der Engländer hielt 1873 die Einzelheiten des damaligen Zuchtstandes in einer Zeichnung fest und beschrieb 1881 das Erscheinungsbild der Taube in seinem Werk „Fancy Pigeon“ nahezu als Umkehrung des Nönnchens. Die erste Beschreibung in der deutschsprachigen Literatur findet sich bereits 1873 bei Gustav Pütz in der dritten Auflage von „Das Ganze der Taubenzucht“, die auch Lyell kannte. Gottfried Neumeister beschreibt dort eine Brusttaube (Thüringer Brüster) mit umgekehrter Zeichnung (mit weißem Kopf, Hals und weißer Brust). Emil Schachtzabel bezeichnet diese Taube erstmals als „Thüringer Weißlatztaube“, verwendet aber gleichzeitig die Beschreibungen „Thüringer Weißbrusttaube“ und „verkehrter Mohrenkopf“. Schachtzabel wünschte das Auge des Weißlatzes noch einheitlich dunkel, erst später zeigten viele Weißlätze, bedingt durch Einkreuzungen und Vernachlässigungen der Rasse, eine farbige Iris.
Der Weißlatz war eine auch bei den englischen Züchtern beliebte Rassetaube, deren Interesse aber erlosch während ihre Beliebtheit in Thüringen zunahm. Stammgebiet der Zucht sind Ortschaften im nördlichen Thüringer Wald bei Zella-Mehlis, Suhl, Schleusingen und Ruhla. Hier, in Zella-Mehlis wurde 1910 der Club der Thüringer Weißlatzzüchter als erste Vereinigung von Züchtern der Thüringer Farbentauben gegründet.
Auch nach dem Zweiten Weltkrieg bemühten sich Thüringer Züchter verstärkt um den Weißlatz. Als einige von ihnen Ende der 1950er Jahre in die Bundesrepublik übersiedelten, nahmen sie den Weißlatz mit und etablierten ihn seit 1962 auch im Sonderverein Thüringer Farbentauben West. Mit der Deutschen Einheit erfuhr die Zucht der Weißlätze dann nochmals einen Aufschwung. Thüringer Weißlätze werden heute auch im benachbarten Ausland, vor allem in Dänemark, und in Übersee gezüchtet.

## Anerkennung
Der Thüringer Weißschwanz wurde durch die Europäische Standard Kommission für Tauben (ESKT) des Europäischen Verbandes für Geflügel-, Tauben-, Vogel-, Kaninchen- und Caviazucht (EE) bestätigt und wird in der EE-Liste der Rassetauben mit der Nummer 455 geführt.
Er wurde 2013 zur Rasse des Jahres des Bundes Deutscher Rassegeflügelzüchter gewählt.

## Anmerkung
1. ↑  Als Geierfedern wird das nach hinten wachsende Gefieder des Unterschenkels bezeichnet.